# 吲哚-3-丙酸
吲哚-3-丙酸，简称吲哚丙酸（英語：Indolepropionic acid），缩写为IPA，是一种有机化合物，化学式为C11H11NO2。可以和强碱反应，也能和金属离子形成配合物。

## 制备
吲哚-3-丙酸的可以通过合成吲哚-3-丙酸乙酰酯，再将酯水解，得到产物。